# Wanda Jasieńska
Wanda Jasieńska (gift Komar/Komarowa och Żylińska), född 27 juli 1910 i Adalin, död 27 december 1988 i Warszawa, var en polsk friidrottare med kastgrenar som huvudgren. Jasieńska blev medaljör vid damolympiaden Olimpiadi della Grazia 1931 och var en pionjär inom damidrott.

## Biografi
Wanda Jasieńska föddes 1910 i Adalin (Guvernementet Mogiljov) i dåvarande Kejsardömet Ryssland till polska Ziemiaństwo-familjen Leon och Zofia Jasieński, Senare flyttade familjen till Polen. I ungdomstiden blev hon intresserad av friidrott. Hon tävlade för idrottsklubben AZS Poznań  och senare för KS Warta Poznań, bägge i Poznań. Hon tävlade i kulstötning, men även diskuskastning och spjutkastning samt längdhopp.
1930 deltog hon vid damolympiaden Internationella kvinnospelen 1930 i Prag, under idrottsspelen tog hon en 5:e plats i kulstötning. 1931 deltog Jasieńska vid damolympiaden Olimpiadi della Grazia i Florens, under idrottsspelen vann hon silvermedalj i kulstötning med 11,64 meter efter tyska Tilly Fleischer och före österrikiska Lisl Perkaus.
Jasieńska blev sedan 4-faldig mästare i kulstötning och tog även 1 mästartitel i spjutkastning, hon innehade även flera polska rekord i kulstötning.
Jasieńska gifte sig med litauiske idrottaren Władysław Komar-Zaborzyński och flyttade till Litauen; 1936 föddes dottern Maria Renata Komar och 1940 föddes sonen Władysław Komar. 1944 mördades fadern och familjen flyttade tillbaka till Polen. Senare drog hon sig tillbaka från tävlingslivet och gifte om sig med Zygmunt Wojszyn-Żyliński.
Jasieńska-Komar-Żylińska dog i december 1988 i Warszawa, hon är begravd på Powązki-kyrkogården.